# Irkutsk oblast
Irkutsk oblast (ryska: Ирку́тская о́бласть, Irkutskaja oblast) är ett oblast i Ryssland med en yta på 767 900 km² och cirka 2,4 miljoner invånare. Huvudort är Irkutsk. Andra stora städer är Bratsk, Angarsk och Ust-Ilimsk. Inom oblastet ligger distriktet Ust-Ordynska Burjatien.
Irkutsk oblast upprättades den 26 september 1937.